# Barbara Pearse
Barabara Pearse, née le 24 mars 1948 à Wraysbury (Angleterre) est une biologiste cellulaire britannique. Elle est célèbre pour sa découverte de la clathrine en 1975 et ses travaux sur les vésicules mantelées. Elle est membre de l'Organisation européenne de biologie moléculaire depuis 1982, et en devient médaillée d'or en 1987. En 1988, elle est élue membre de la Royal Society.